# Georg Blumenthal (Schriftsteller)

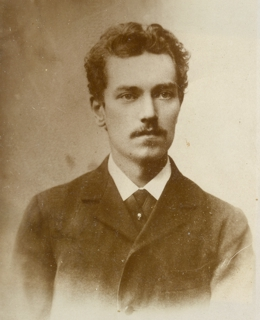
Georg Blumenthal

George Heinrich Blumenthal (überwiegend, auch selbst, Georg Blumenthal genannt; * 29. Oktober 1872 in Hermsdorf, Kreis Heiligenbeil in Ostpreußen; † 27. Juni 1929 in Berlin) war ein deutscher Schriftsteller, Herausgeber mehrerer Zeitschriften, Mitbegründer der deutschen „Physiokratischen Bewegung“ und Mitarbeiter Silvio Gesells.

## Leben und Wirken
Georg Blumenthal verbrachte seine Jugend in Ostpreußen und in Berlin. Er erlernte den Tischlerberuf und arbeitete nach Abschluss seiner Lehre zunächst bei der Deutschen Reichspost. Nebenbei besuchte er Kurse des Arbeiterbildungsvereins.
Bereits als junger Handwerker hatte er sich in der linken Szene engagiert und sich als Flugschriftverteiler für anarchistische und unabhängige sozialistische Kreise betätigt. Durch den Arbeiterbildungsverein kam er darüber hinaus in Kontakt mit dem Gedankengut des freiheitlichen Sozialismus und der Bodenreformbewegung um Adolf Damaschke. Hier stieß er auch auf die Geldreformideen des deutsch-argentinischen Kaufmanns Silvio Gesell. Zu ihm entwickelte sich alsbald eine enge persönliche Beziehung.

### Anarchist, Physiokrat und Freiwirt

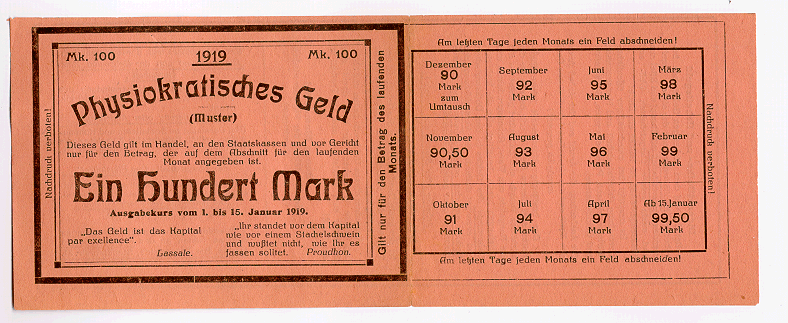
Mustergeldschein: „Physiokratisches Geld“ (Vorderseite) – Entwurf: Georg Blumenthal

Rückseite des Mustergeldscheins „Physiokratisches Geld“

1906 verhalf ihm Gesell zur beruflichen Selbständigkeit als Kaufmann und Buchhändler. Gesells Bücher Verwirklichung des Rechts auf vollen Arbeitsertrag und Kannte Moses das Pulver? waren die ersten Schriften, die Blumenthal – mit allerdings nur mäßigem Erfolg – auf den deutschen Markt brachte.
Nebenher entfaltete Blumenthal eine umfangreiche Vortragstätigkeit. Die Gesell’schen Bodenrechts- und Geldreformen verband er hier mit den Ideen der Physiokraten François Quesnay und Henry George.
Blumenthal versuchte zunächst, dieses Gedankengut in den Kreis der Berliner Individualanarchisten einzubringen, was eine Spaltung der Gruppe zur Folge hatte. Einen weiteren Versuch startete er mit einer Vortragsreihe bei den Berliner Anarchosyndikalisten. In beiden Fällen gewann er Anhänger für seine von Gesell beeinflussten physiokratischen Ideen.
1909 gründete Georg Blumenthal den Verein für physiokratische Politik. Seinen Sitz hatte dieser Verein in Berlin-Lichterfelde und in Hamburg. Zu den Gründungsmitgliedern gehörten christliche Gewerkschafter, Bodenreformer sowie die bereits erwähnten Individualanarchisten und Anarchosyndikalisten. Silvio Gesell trat von Argentinien aus diesem Verein ebenfalls bei und überwies Blumenthal 200 Reichsmark als Startkapital für einen eigenen Verlag.
Die Gründung des Physiokratischen Verlages erfolgte bereits 1910. Das erste Buch, das in diesem Verlag erschien, war die von Silvio Gesell verfasste Natürliche Wirtschaftsordnung, das grundlegende Werk der Freiwirtschaftsbewegung. Auch andere Werke Gesells wurden angeboten: Aktive Währungspolitik (Mitverfasser: Ernst Frankfurter) und Neue Lehre von Zins und Geld (1911). Im Mai 1912 erschien dann erstmals die Zeitschrift Der Physiokrat, durch die weitere Anhänger der Gesell'schen Lehre gewonnen wurden, darunter der Arzt und Mathematiker Theophil Christen.
Nachdem Silvio Gesell von Argentinien für zunächst knapp drei Jahre in die Obstbausiedlung Eden bei Oranienburg übergesiedelt war, wurde Blumenthal dessen engster Mitarbeiter.
1913 gründete Blumenthal die Physiokratische Vereinigung mit dem Ziel, proletarische Zielgruppen für die Gesell’schen Reformideen zu gewinnen.

### Kriegs- und Nachkriegszeit
Der Erste Weltkrieg brachte einen tiefen Einschnitt in die Verlagsarbeit Blumenthals. Die Zeitschrift Der Physiokrat erschien zwischen 1914 und 1916 nur fünfmal – und zwar in Form von sporadischen Notausgaben. 1916 musste ihr Erscheinen aufgrund der Kriegszensur ganz eingestellt werden. Georg Blumenthal wurde zum Militärdienst eingezogen.
Nach dem Krieg verfolgte Blumenthal von Berlin aus die Novemberrevolution und versuchte durch seine Schriften Einfluss zu nehmen. Dabei fällt ein Wechsel in der nun von ihm verwendeten Terminologie auf: Aus „Physiokratie“ wurde „Freiwirtschaft“ und aus „Reformgeld“ „Freigeld“. Die Bodenreformideen werden ab jetzt mit dem Stichwort „Freiland“ umrissen.
1919 bereitete Blumenthal, während Silvio Gesell nach seiner siebentägigen Amtszeit als Finanzminister der ehemaligen Münchner Räterepublik in Untersuchungshaft saß, das Wiedererscheinen des Physiokraten vor. Er erschien mit dem Untertitel Sozialökonomisches Kampfblatt für das arbeitende Volk – gegen marxistische Ideen, Staatskapitalismus und Militärdiktatur. Eine weitere Zeitschrift Der Befreier erschien ab 1922, musste aber wegen finanzieller Schwierigkeit nach sieben Ausgaben ihr Erscheinen einstellen.
1924 zerfiel die von Blumenthal ins Leben gerufene Physiokratische Bewegung, die sich nach dem Krieg Fysiokratischer Kampfbund nannte. 1925 erschien Blumenthals letzte Schrift Individuum und Allgemeinheit, nachdem er sich schon aus der aktiven Mitarbeit der Freiwirtschaftsbewegung verabschiedet hatte.
Georg Blumenthal verstarb am 27. Juni 1929 in Berlin-Friedenau an einer schweren Herzerkrankung. Seine Grabrede hielt Silvio Gesell. Er wurde auf dem Matthäifriedhof in Berlin-Schöneberg,  heute 4. Städtischer Friedhof am Priesterweg bestattet. Das Grab wurde aufgelassen.

## Familie
Georg(e) Blumenthals Mutter war Wilhelmine Bertha Blumenthal (1848–1914), die Tochter eines Schmiedemeisters aus Hermsdorf. Sie heiratete 1881 in Berlin den Telegraphenarbeiter Alexander Wohler. Im Juni 1884 wurde sein Halbbruder Ernst Max Wohler geboren. Blumenthal selbst war ebenfalls als Telegraphenarbeiter tätig; in der Heiratsurkunde seiner Eheschließung am 22. August 1898 in Berlin mit der Kindergärtnerin Jenny Führer (1876–1943) wird er mit diesem Beruf angegeben. Auch sein Schwiegervater, Friedrich Führer, war als Ober-Telegraphen-Assistent bei der Reichspost beschäftigt.
Am 16. Oktober 1898 wurde in Berlin seine Tochter Johanna geboren, im Oktober 1899 die Tochter Maria Magdalena (verh. Rapp). Während der Zeit des Nationalsozialismus erhielten sowohl seine unverheiratete Tochter Johanna als auch seine Witwe auf ihren Antrag hin im Herbst 1936 die Genehmigung, anstelle des Familiennamens Blumenthal den Namen Führer zu führen.

## Werke

Die Befreiung von der Geld- und Zinswirtschaft

Drei proletarische Aktionen

- Die Boden- und Geldreform als moderne Physiokratie, in: Der Volkserzieher, 11, 9, S. 70–72, 1907; online einsehbar bei den edocs der Universitätsbibliothek Frankfurt; eingesehen am 8. Januar 2016.
- Prinzipienerklärung der Physiokratie, 1912.
- Die Befreiung von der Geld- und Zinswirtschaft. Ein neuer Weg zur Überwindung des Kapitalismus (Synopsis der währungstheoretischen Studien Silvio Gesells), Berlin 1916, Erfurt 1917, Berlin 1919, Bern 1922. Reproduktion der 1. Auflage erschienen 2024, ISBN 978-3-75972-047-4.
- Sozialisierung des Geldwesens oder Absolute Währung?. Berlin-Lichterfelde, 1920.
- Was ist der volle Arbeitsertrag?, in: Kampf- und Aufklärungsschriften zur Überwindung des Kapitalismus, Berlin-Bern, o. J. [1924?].
- Individuum und Allgemeinheit, in: Kampf- und Aufklärungsschriften zur Überwindung des Kapitalismus Berlin – Bern 1925.
- Neue revolutionäre Taktik: 1. An die Arbeiter. 2. Die Streiktaktik. 3. Der Geldstreik. Stirn-Verlag, Hochheim bei Erfurt (Digitalisat [PDF] o. J. ca. 1929).